# Lomatogonium zhongdianense
Lomatogonium zhongdianense är en gentianaväxtart som beskrevs av Shang Wu Liu och T.N. Ho. Lomatogonium zhongdianense ingår i släktet stjärngentianor, och familjen gentianaväxter. Inga underarter finns listade i Catalogue of Life.